# Позняк, Андрей Никитович
Андре́й Ники́тович Позня́к (4 июля 1913, Ястребенька — 22 декабря 1980) — советский военнослужащий, полный кавалер ордена Славы, в годы Великой Отечественной войны командир отделения взвода пешей разведки 137-го гвардейского стрелкового полка (47-я гвардейская стрелковая дивизия, 8-я гвардейская армия, 3-й Украинский фронт, 1-й Белорусский фронт), старший сержант.

## Биография
Родился 4 июля 1913 года в селе Ястребенька (теперь Брусиловского района Житомирской области) в крестьянской семье. Украинец. Имел неполное среднее образование. Работал в колхозе. В 1941 году переехал в Киев, где работал в органах НКВД. В Красной Армии с мая 1942 года. На фронтах Великой Отечественной войны с августа 1943 года.
31 января 1944 года в составе группы захвата проник в расположение противника в районе населенного пункта Новониколаевки (на юго-запад от Запорожья) и участвовал в захвате двух «языков». Прикрывая отход разведчиков, огнем из ручного пулемета уничтожил около десяти гитлеровцев. За эту операцию 26 апреля 1944 года был награждён орденом Славы 3-й степени.
18 июля 1944 года возглавил разведку боем в тылу противника в районе Ковеля. В схватке разведчики уничтожили шестерых и взяли в плен трех гитлеровцев. При отходе взорвали дот и вывели из строя пушку. За этот рейд 7 сентября 1944 года был награждён орденом Славы 2-й степени.
14-18 января 1945 года вместе с группой разведчиков совершил пять поисков в тылу противника в районе Варшавы. При этом были собраны ценные разведывательные данные, захвачено несколько «языков» и около десяти гитлеровцев уничтожено. За образцовое выполнение заданий командования в боях с немецко-фашистскими захватчиками и проявленные при этом мужество и отвагу 31 мая 1945 года А. М. Позняк был награждён орденом Славы 1-й степени, став полным кавалером ордена Славы.
В 1945 году демобилизован. Жил в Киеве. Работал мастером на механическом заводе. Умер 22 декабря 1980 года. Похоронен в Киеве на Городском кладбище «Берковцы».